# Фумідзукі (1926)
Фумідзукі (Fumizuki, яп. 文月) — ескадрений міноносець Імперського флоту Японії, який взяв участь у Другій світовій війні.
Корабель, який став шостим (за часом закладання) серед есмінців типу «Муцукі», спорудили у 1926 році на верфі Fujinagata у Осаці.
На момент вступу Японії у Другу світову війну Фумідзукі належав до 22-ї дивізії ескадрених міноносців, яка 29 листопада 1941-го прибула з Японії до Мако (важлива база ВМФ на Пескадорських островах у південній частині Тайванської протоки). 7 грудня Фумідзукі разом зі ще 5 есмінцями та легким крейсером вийшли для супроводу конвою з десантом до Апаррі на північному узбережжі острова Лусон (перед доставкою головних сил до затоки Лінгайєн японці висадили на Філіппінах цілий ряд допоміжних десантів). Висадка на не зайняте ворожими силами узбережжя успішно відбулась вранці 10 грудня.
З 18 грудня 1941-го Фумідзукі у складі того ж загону супроводжував сили вторгнення до Лінгайєн, а саме 1-й транспортний загін, що включав 27 транспортів та рухався із Такао (наразі Гаосюн на Тайвані). Висадка відбулася в ніч проти 22 грудня.
З 31 грудня 1941-го Фумідзукі разом з іншими численними есмінцями ескортував Третій малайський конвой, який мав доправити чергову партію японських військ з Формози на півострів Малакка (вторгнення сюди почалось ще 8 грудня, у день нападу на Перл-Гарбор — тільки по інший бік лінії зміни дат). 8 січня 1942-го основна частина транспортів прибула до Сінгори (наразі Сонгкхла) в одній з найпівденніших провінцій Сіаму поблизу кордону з британською Малаєю.
На початку лютого 1942-го розпочався рух конвої в межах підготовки десанту на головний острів Нідерландської Ост-Індії — Яву. 5—10 лютого Фумідзукі та ще один есмінець супроводили з Такао до Камрані третю групу транспортів із 18 суден. 18 лютого з Камрані вийшли 56 транспортів, при цьому первісно їх безпосередній ескорт складався із легкого крейсера та 10 есмінців (в тому числі Фумідзукі), а 21 лютого в районі островів Анамбас до них приєднались ще один легкий крейсер та 5 есмінців. На підході до Яви конвой розділився на три основні загони, які рушили до визначених їм пунктів висадки. Фумідзукі разом з 5 іншими есмінцями прикривали операцію у Мерак (східне узбережжя Зондської протоки на сотню кілометрів на захід від Батавії). Висадка відбулась в ніч на 1 березня та пройшла на цій ділянці без ускладнень (а от основний загін, що прикривав у розташованій дещо на схід затоці Бантам, був атакований ворожими крейсерами, які намагались вирватись у Індійський океан після поразки в битві у Яванському морі — зіткнення, відоме як бій у Зондській протоці).
Наприкінці березня 1942-го корабель залучили до операції з заволодіння островом Різдва (три з половиною сотні кілометрів на південь від західної частини Яви). 29 березня із затоки Бантам вийшов загін, в якому окрім Фумідзукі були ще 6 есмінців та 3 легкі крейсери. Висадка відбулась 31 березня і практично не зустріла спротиву. Наступної доби підводний човен важко пошкодив один крейсер, проте Фумідзукі не залучали до операції з його буксирування на базу.
До середини літа 1942-го Фумідзукі залишався у Південно-Східній Азії та займався ескортною службою. 17 липня есмінець прибув до Сасебо (обернене до Східнокитайського моря узбережжя Кюсю) та до 29 серпня проходив там ремонт.
4—9 вересня 1942-го Фумідзукі супроводив конвой з японського порту Моджі до Мако. За тиждень після цього, 16 вересня, есмінець зазнав важких пошкоджень при зіткненні у Тайванській протоці з транспортом «Качідокі-Мару» (колишнє американське судно President Harrison, захоплене японцями на початку війни поблизу Шанхаю). Кілька тижнів Фумідзукі проходив аварійне відновлення у Мако, а 9—12 жовтня зміг пройти до Японії, де з 28 грудня став на ремонт — спершу в Сасебо, а з кінця жовтня в Нагасакі.
21—29 січня 1943-го Фумідзукі разом зі ще 2 есмінцями ескортував переобладнаний гідроавіаносець «Камікава-Мару» з Японії до Рабаула (головна передова бази в архіпелазі Бісмарка, з якої здійснювались операції на Соломонових островах та сході Нової Гвінеї), а потім на якірну стоянку Шортленд (прикрита групою невеликих островів Шортленд акваторія біля південного завершення острова Бугенвіль, де зазвичай відстоювались легкі бойові кораблі та перевалювались вантажі для подальшого відправлення далі на схід Соломонових островів).
На момент прибуття корабля до Меланезії тут добігала завершення шестимісячна битва за Гуадалканал і Фумідзукі залучили до евакуації японських сил з цього острова. 1, 4 та 7 лютого 1943-го Фумідзукі у складі великого загону есмінців (всього залучили 20 кораблів цього класу) здійснив рейси з Шортленду для евакуації японських військ з Гуадалканалу, при цьому у перших двох випадках він належав до групи прикриття. Під час виходу 1 лютого Фумідзукі привів на буксирі до Шортленду пошкоджений есмінець «Макінамі» (буде відремонтований і продовжить бойову діяльність, але все-таки загине на Соломонових островах наприкінці 1943-го).
12 лютого 1943-го Фумідзукі разом зі ще одним есмінцем ескортував військовий транспорт «Ноджима» у рейсі до Коломбангари в центральній частині Соломонових островів (унаслідок несприятливого розвитку битви за Гуадалканал японці з листопада узялись за облаштування баз у розташованому тут архіпелазі Нью-Джорджія). А 13—17 лютого ці ж есмінці супроводили з Шортленду до Палау (західна частина Каролінського архіпелагу) «Сендай».
У цей час японське командування проводило операцію «Хей Го», метою якої була доставка нових військових контингентів для посилення гарнізонів на північному узбережжі Нової Гвінеї. 22—26 лютого 1943-го Фумідзукі разом з двома іншими есмінцями супроводив четвертий ешелон конвою «Хей № 3 Го» з Палау до Веваку (тут знаходилась головна японська база на Новій Гвінеї), а потім разом з одним есмінцем рушив звідси на атол Трук в центральній частині Каролінських островів (ще до війни тут створили потужну базу японського ВМФ, з якої до лютого 1944-го провадили операції у цілому ряді архіпелагів), куди кораблі прибули 2 березня.
3—5 березня 1943-го Фумідзукі та ще один есмінець ескортували транспорт «Могамігава-Мару» з Труку до Рабаула, після чого Фумідзукі залучили до виконання транспортних рейсів. Так, 6 та 14 березня він разом з есмінцем «Мінадзукі» виходив до півострова Сурумі (центральна частина південного узбережжя Нової Британії), де японці мали резервний аеродром у Гасматі, призначений для забезпечення аварійних посадок літаків, які здійснювали операції на Новій Гвінеї. 11 березня Фумідзукі та той же «Мінадзукі» виконали рейс до затоки Реката-Бей на північному узбережжі острова Санта-Ісабель (тут, північніше від Нью-Джорджії, перебувала база японської гідроавіації). А 29—30 березня Фумідзукі разом зі ще 3 есмінцями спробував здійснити похід із Кавієнга (друга за значенням японська база у архіпелазі Бісмарка на північному завершенні острова Нова Ірландія) до новогвінейського Фіншхафену (на східному завершенні півострова Хуон), проте цей похід у підсумку перервали через атаку ворожої авіації, під час якої Фумідзукі дістав легкі пошкодження від обстрілу (можливо відзначити, що небезпеку походів у цей регіон за кілька тижнів до того довів розгром японського конвою в битві у морі Бісмарка). У перерві між зазначеними транспортними рейсами Фумідзукі та ще один есмінець 19—23 березня супроводили конвой з Рабаула до Шортленду та назад.
2 квітня 1943-го Фумідзукі перебував у Кавієнзі та під час авіанальоту зазнав істотних пошкоджень внаслідок близького вибуху, було затоплене котельне відділення. Після проведення аварійного ремонту есмінець вирушив для повноцінного відновлення до Японії, при цьому 21—25 квітня на першій ділянці маршруту з Кавієнгу до Трука він ескортував легкий крейсер «Сендай», який вів на буксирі важкий крейсер «Аоба», що був пошкоджений авіацією на день пізніше за самого Фумідзукі (можливо, перехід також забезпечував есмінець «Нагацукі»). 4 травня есмінець прибув до Йокосуки, причому на другій ділянці маршруту він ескортував плавучу базу підводних човнів «Хейан-Мару». З 11 травня по 18 серпня Фумідзукі проходив ремонт у Сасебо, під час якого, зокрема, з нього зняли дві гармати головного калібру та один торпедний апарат, натомість додали певну кількість 25-мм зенітних автоматів.
20 серпня — 4 вересня 1943-го Фумідзукі ескортував конвой з Сасебо на Трук та далі до Рабаула. На час повернення есмінця в Меланезію вже більш як два місяці тривала битва за острови Нью-Джорджія. Невдовзі японське командування вирішило евакуювати звідти гарнізони і 28 вересня та 2 жовтня Фумідзукі у складі значної групи есмінців виходив з цією метою до Коломбангари. Вранці 6 жовтня у складі групи із дев'яти есмінців Фумідзукі попрямував з Рабаула для евакуації гарнізону острова Велья-Лавелья (лежить західніше від Коломбангари), при цьому разом з двома іншими кораблями він належав до транспортної групи. Похід завершився боєм біля Велья-Лавелья, в якому японці зазнали поразки. Втім, у цьому зіткнення Фумідзукі не постраждав.
У наступні кілька тижнів Фумідзукі залучили до транспортних рейсів. Так, 8 жовтня він спробував пройти до Буки (порт на однойменному острові біля північного узбережжя значно більшого острова Бугенвіль), проте був вимушений повернутись через атаку авіації, під час якої корабель зазнав незначних ушкоджень через близький вибух. 21 жовтня разом з есмінцями «Сацукі» та «Юнагі» відходив до мису Дамп'єр (південне узбережжя Нової Британії за дві з половиною сотні кілометрів на південний захід від Рабаула). 24 та 29 жовтня Фумідзукі здійснив рейси до острова Гарове (у морі Бісмарка за три сотні кілометрів на захід від Рабаула) — в першому випадку разом з «Сацукі», а у другому з есмінцем «Удзукі».
1 листопада 1943-го, після надходження повідомлень про висадку союзників на Бугенвілі, Фумідзукі разом кількома іншими кораблями рушив у ще один рейс до цього острова для контрвисадки в районі мису Торокіна (хоча на Бугенвілі знаходився великий японський гарнізон, проте в умовах джунглів оперативно перекинути ці сили до місця висадки союзників було нелегко). Втім, операцію скасували через присутність значних ворожих сил.
2 листопада 1943-го під час перебування у Рабаулі есмінець отримав легкі пошкодження від обстрілу з повітря, загинуло 6 членів екіпажу.
6 листопада 1943-го Фумідзукі все-таки доправив підкріплення на Бугенвіль (всього до операції залучили 2 легкі крейсери та 11 есмінців, з яких 4, і серед них Фумідзукі, належали до транспортної групи). Втім, вже за добу цей незначний загін (близько п'яти сотень осіб) був атакований силами союзників та із важкими втратами відкинутий у джунглі.
12—14 листопада 1943-го Фумідзукі пройшов з Рабаула через Кавієнг на Трук, при цьому він евакуював з архіпелагу Бісмарка персонал авіаційних підрозділів. Після короткострокового ремонту есмінець 20—21 листопада повернувся до Рабаула, де знову узявся за транспортні рейси. 25 листопада Фумідзукі, «Юнагі» та «Акікадзе» відвідали мис Дамп'єр, а 27 і 29 листопада та 1 грудня Фумідзукі ходив до Гарове (перші два рази з «Мінадзукі», а третій — з «Мінадзукі» та «Акікадзе»).
3 грудня 1943-го Фумідзукі та ще один есмінець вирушили з Рабаула для супроводу легкого крейсера «Юбарі», який вів на буксирі есмінець «Наганамі», що був серйозно пошкоджений 11 листопада під час атаки на Рабаул авіаносного з'єднання. 8 грудня загін успішно прибув на Трук (можливо відзначити, що «Наганамі» вдасться відремонтувати і він загине вже наприкінці 1944-го на Філіппінах). 17—19 грудня Фумідзукі пройшов назад у Рабаул, після чого до кінця місяця здійснив три транспортні рейси. 22 та 25 грудня Фумідзукі виходив до Гарове (в першому випадку разом з «Юнагі», а у другому з «Мінадзукі»), а 29 грудня разом «Сацукі» до Кавуву (Гавуву) на мисі Хоскінс (північне узбережжя Нової Британії дещо менш ніж за дві з половиною сотні кілометрів на південний захід від Рабаула), де японці мали аеродром (взагалі у кінці грудня дев'ять есмінців здійснили доставку до Гавуву підкріплень та предметів матеріального забезпечення, при цьому підсилення гарнізону збіглося з початком кампанії союзників на Новій Британії — 26 грудня американці висадились на західному завершенні острова на мисі Глочестер).
3—4 січня 1944-го Фумідзукі виходив з Рабаула до Кавієнгу, при цьому в районі останнього потрапив під удар ворожої авіації. Унаслідок обстрілу та близьких розривів на кораблі загинула певна кількість членів екіпажу (всього чотири десятки моряків на Фумідзукі та «Сацукі»). А з 7 по 20 січня Фумідзукі пройшов з метою ескортування конвоїв по маршруту від Рабаула до Труку та назад.
22, 24 та 26 січня 1944-го Фумідзукі здійснив свої останні транспортні рейси у Меланезії до Гавуву, при цьому перші два рази він виходив в море разом із «Мацукадзе», а у третьому випадку із «Акікадзе».
З 30 січня по 6 лютого 1944-го Фумідзукі разом зі ще одним есмінцем ескортували на Трук конвой №2312, при цьому 2 лютого Фумідзукі зазнав легких пошкоджень від обстрілу з повітря.
17 лютого 1943-го Фумідзукі перебував на Труці, який того дня став ціллю для потужного рейду американського авіаносного з'єднання. Корабель був уражений торпедою та, незважаючи на вжиті заходи та допомогу від есмінця «Мацукадзе» та судна-цілі «Хакачі», затонув 18 лютого. У останньому бою на Фумідзукі загинуло 29 членів екіпажу.